# Gospodarstwo rodzinne
Gospodarstwo rodzinne – kategoria gospodarstwa rolnego wprowadzona przez ustawę o kształtowaniu ustroju rolnego z 2003 roku (Dz.U. z 2024 r. poz. 423). W jej myśl są to gospodarstwa prowadzone osobiście przez rolnika indywidualnego, w skład którego wchodzi od 1 do 300 hektarów użytków rolnych.